# Cuscuta chinensis
Espèce
Cuscuta chinensis, la cuscute chinoise ou tu si zi, est une espèce de plantes dicotylédones de la famille des Convolvulaceae,  originaire des régions tropicales de l'Ancien Monde. C'est une plante herbacée annuelle, non chlorophyllienne, aux fines tiges jaunes et aux inflorescences cymeuses en glomérules compacts, qui parasite des plantes appartenant à diverses familles, notamment Fabaceae, Asteraceae et Zygophyllaceae. Les graines sont utilisées dans la médecine traditionnelle  de plusieurs pays d'Asie, et sont notamment inscrites dans la Pharmacopée chinoise.

## Taxinomie

### Synonymes
Selon The Plant List (26 janvier 2020) :
- Cuscuta carinata R. Br.

### Liste des variétés
Selon The Plant List (26 janvier 2020) :
- Cuscuta chinensis var. applanata (Engelm.) Costea & Stefanov.
- Cuscuta chinensis var. ciliaris (Hohen. ex Boiss.) Engelm.